# Lancaster (Lancashire)
Lancaster ([ˈlæŋkəstər]) kiejtéseⓘ az egyesült királyságbeli Lancashire megye egyik városa. A River Lune partján fekszik; lakossága 45 952 fő. Kereskedelmi, kulturális és oktatási központ. Számos módon kötődik a brit uralkodókhoz: a Lancaster-ház része volt a brit uralkodói háznak; városi státuszát 1937-ben nyerte el a koronához fűződő hosszú kapcsolatának köszönhetően. Lancaster két felsőoktatási intézménynek ad otthont, a Lancasteri Egyetemnek és a Cumbriai Egyetemnek.

## Történet
Kevés adat áll rendelkezésre Lancaster történetéről a római uralom vége (5. század eleje) és a 11. századi Normann hódítás közötti időszakból; feltételezések szerint ebben az időben a terület lakatlan lehetett. Lancaster a merciai királyság és a northumbriai királyság határán terült el. A város nevét először 1086-ban jegyezték fel a Doomsday Bookban mint Loncastre (jelentése római erőd a Lune folyó partján).
A lancasteri várat részben a 13. században építették, majd I. Erzsébet angol királynő bővítette ki. A Lancasteri Vár a Pendle boszorkányok tárgyalásáról híresült el. A lancasteri vár bírósága minden más angliai városnál több embert ítélt halálra: innen kapta a város a becenevét (the Hanging Town, azaz „az akasztó város”).
A Lancaster-ház hagyományos címere a vörös rózsa (szemben a York-ház címerével, a fehér rózsával). A két uralkodói ház között viszály alakult ki, ami a 15. században polgárháborúhoz vezetett: ez volt a rózsák háborúja.
Manapság a rózsák háborúja elnevezést a Lancashire és a Yorkshire megyékből származó sportegyesületek közötti vetélkedés leírására használják, a Rózsák Tornája elnevezést pedig a két megye egyetemei közti versengésre használják.
2004. március 5-én Lancaster Fairtrade város rangot kapott.

## Közlekedés
Az M6-os autópálya Lancaster városa mellett halad el észak–déli irányban. A Manchesteri Repülőtértől vonattal közelíthető meg.

## Oktatás
Lancasterben két felsőoktatási intézmény található. A Lancasteri Egyetem Lancaster városától délre, Bailriggben található. Az egyetem éves jövedelme eléri a 149 millió fontot. Az egyetem 2250 fő személyzetet alkalmaz és 17 415 regisztrált diákja van. A másik helybéli egyetem a carlisle-i központú Cumbriai Egyetem, amely 2007-ben nyílt meg más intézmények összevonásával.

## Sport
Lancaster ad otthont a Lancaster City labdarúgócsapatának.
Ugyanebben a városban volt található a Reebok főhadiszállása (jelenleg Boltonban helyezkedik el).